# كيوشي اكيتا
كيوشي اكيتا (باليابانية: 秋田清؛ بالكانا: あきた きよし) هو قاضي وصحفي ياباني، ولد في 29 أغسطس 1881 في مقاطعة ميوشي ‏ في اليابان، وتوفي في 2 ديسمبر 1944 في طوكيو في اليابان.